# Ньюменстаун (Пенсільванія)
Ньюменстаун (англ. Newmanstown) — переписна місцевість (CDP) в США, в окрузі Лебанон штату Пенсільванія. Населення — 2834 особи (2020).

## Географія
Ньюменстаун розташований за координатами 40°21′5″ пн. ш. 76°12′42″ зх. д. / 40.35139° пн. ш. 76.21167° зх. д. (40.351382, -76.211722).  За даними Бюро перепису населення США в 2010 році переписна місцевість мала площу 5,70 км², уся площа — суходіл.

## Демографія
Згідно з переписом 2010 року, у переписній місцевості мешкало 2478 осіб у 947 домогосподарствах у складі 698 родин. Густота населення становила 435 осіб/км².  Було 1015 помешкань (178/км²).
Расовий склад населення:
| - 97,2 % — білих - 0,8 % — чорних або афроамериканців - 0,4 % — азіатів |

До двох чи більше рас належало 0,6 %. Частка іспаномовних становила 3,0 % від усіх жителів.
За віковим діапазоном населення розподілялося таким чином: 25,1 % — особи молодші 18 років, 61,3 % — особи у віці 18—64 років, 13,6 % — особи у віці 65 років та старші. Медіана віку мешканця становила 37,7 року. На 100 осіб жіночої статі у переписній місцевості припадало 101,1 чоловіків;  на 100 жінок у віці від 18 років та старших — 99,2 чоловіків також старших 18 років.
Середній дохід на одне домашнє господарство  становив 64 967 доларів США (медіана — 65 313), а середній дохід на одну сім'ю — 66 751 долар (медіана — 62 589). За межею бідності перебувало 16,3 % осіб, у тому числі 26,7 % дітей у віці до 18 років та 3,8 % осіб у віці 65 років та старших.
Цивільне працевлаштоване населення становило 1168 осіб. Основні галузі зайнятості: освіта, охорона здоров'я та соціальна допомога — 28,9 %, виробництво — 18,3 %, будівництво — 12,9 %, мистецтво, розваги та відпочинок — 11,4 %.